# NGC 1266
NGC 1266 este o galaxie lenticulară situată în constelația Eridanul. A fost descoperită în 20 septembrie 1784 de către William Herschel. Se află la o distanță de 29,9 de megaparseci de Pământ.